# Итаки
Итаки (порт. Itaqui) — муниципалитет в Бразилии, входит в штат Риу-Гранди-ду-Сул. Составная часть мезорегиона Юго-запад штата Риу-Гранди-ду-Сул. Входит в экономико-статистический микрорегион Кампанья-Осидентал. Население составляет 42 842 человека на 2006 год. Занимает площадь 3 404,047 км². Плотность населения — 12,6 чел./км².

## История
Город основан 6 декабря 1858 года.

## Статистика
- Валовой внутренний продукт на 2003 составляет 568.935.294,00 реалов (данные: Бразильский институт географии и статистики).
- Валовой внутренний продукт на душу населения на 2003 составляет 13.731,45 реалов (данные: Бразильский институт географии и статистики).
- Индекс развития человеческого потенциала на 2000 составляет 0,801 (данные: Программа развития ООН).

## География
Климат местности: субэкваториальный.